# 展望車
展望車（てんぼうしゃ）とは、軌道上の風景を展望できる座席や大型の窓を特に設けた鉄道車両である。

## 概説
日本国有鉄道（国鉄）における展望車の客車記号は「テ」であったが、電車や1980年代以降に新造・改造された客車の展望車では、この記号を付さない場合が多い。
類似する例として「トロッコ列車」と呼ばれる種類の車両が存在する。純粋な観光路線等で、より開放的な展望を得る目的や、一種の特殊なアトラクションという性格をもって、風を感じられる側面が開放された構造の旅客車や無蓋貨車を改造した車両などで運行される。

## アメリカでの事例
日本における第二次世界大戦以前の展望車は、元々19世紀末期から20世紀前半の北アメリカで、長距離列車の最後尾に連結されていた展望車に範を採ったものである。

### 初期の展望車

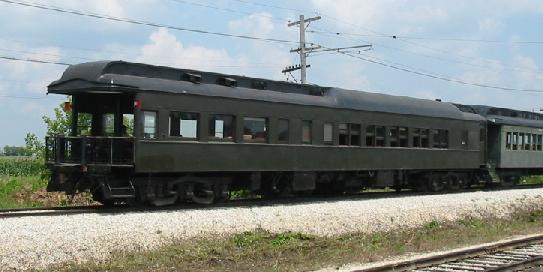
初期の展望車の一例（イリノイ鉄道博物館にて保存）

1880年代にアメリカ合衆国の鉄道で車両間の連結部分に可動式の渡り板を渡し、蛇腹状の幌で覆った貫通路構造が考案された。この「ベスティビュールカー（貫通式車両）」は、乗客が安全に車両間を往来できる利便性から、1890年代までに全米の鉄道に広く普及した。
車両間貫通路が整備されたことで、寝台と喫煙室、供食設備を1両に収めた車両を何両か連結する列車の代わりに、独立したラウンジカー、食堂車などを備えた列車を運行することが盛んになった。長距離を移動する際に一等旅客の憩いの場となるラウンジは、列車の最前部や最後部に設けられた。この時、列車の最後部に設けられたラウンジに、旅客誘致の目玉設備として設けられたのが展望室である。
1890年代から1920年代頃までのアメリカの展望車の形状は、日本の展望車とよく似ている。車両の一端、乗降用のデッキを少し広くした程のスペースが、景色を展望可能なオープンデッキとされた。ここには転落を防ぐための柵が取り付けられ、隣接する客室が展望室となっていた。この構造は日本の展望車でも踏襲されていた。
日本の展望車との違いは、21世紀初頭の日本の寝台特急におけるロビーカーと同様、展望室が乗車した各等旅客のフリースペースとなっていたことである。展望車車内のうち展望室を除いた残りのスペースは、開放式寝台ないし個室寝台で構成される客室とされるか、軽食用の供食スペースに充てられた。
オープンデッキ部分が気軽に利用されていたのも日本との相違点の一つで、椅子を置き、走行中にカードゲーム等をして楽しんでいる乗客の写真や、家族並んでの記念写真等が残されている。日本からの旅行客もその例外ではなく、日本人の視察団の記念写真も存在する。
無論、展望車を連結した列車は一等運賃や特別料金が要求されるプルマン寝台車で構成された優等列車が多く、利用に当たってはある程度の出費を必要としたが、それは一般旅行客の利用を妨げるほどの高値ではなかった。なお、一部の車両には密閉式の展望車も存在した。

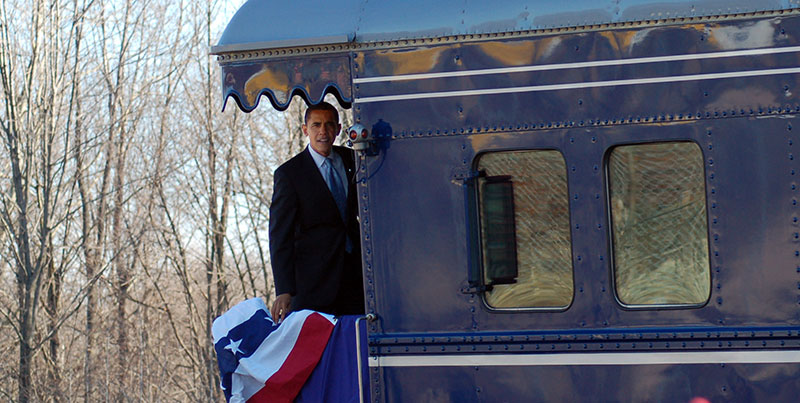
「ジョージア300」上のバラク・オバマ

またアメリカの鉄道には企業幹部や資産家が貸切使用する客車「プライベートカー」が多数存在したが、その中にも展望室を設けたものが存在する。古い文献や写真、記録映画などで、政治家の地方遊説の際に描かれる展望車両は、多くはこの種の車両である。
なお、2009年1月17日にバラク・オバマ次期大統領（当時）はフィラデルフィアから特別列車でワシントン入りし、その最後尾には1930年プルマン社製の展望車「ジョージア300」（Georgia 300）が連結され、オバマは展望デッキから周囲にこたえた。

### 流線形展望車／ドームカー／2階建て車

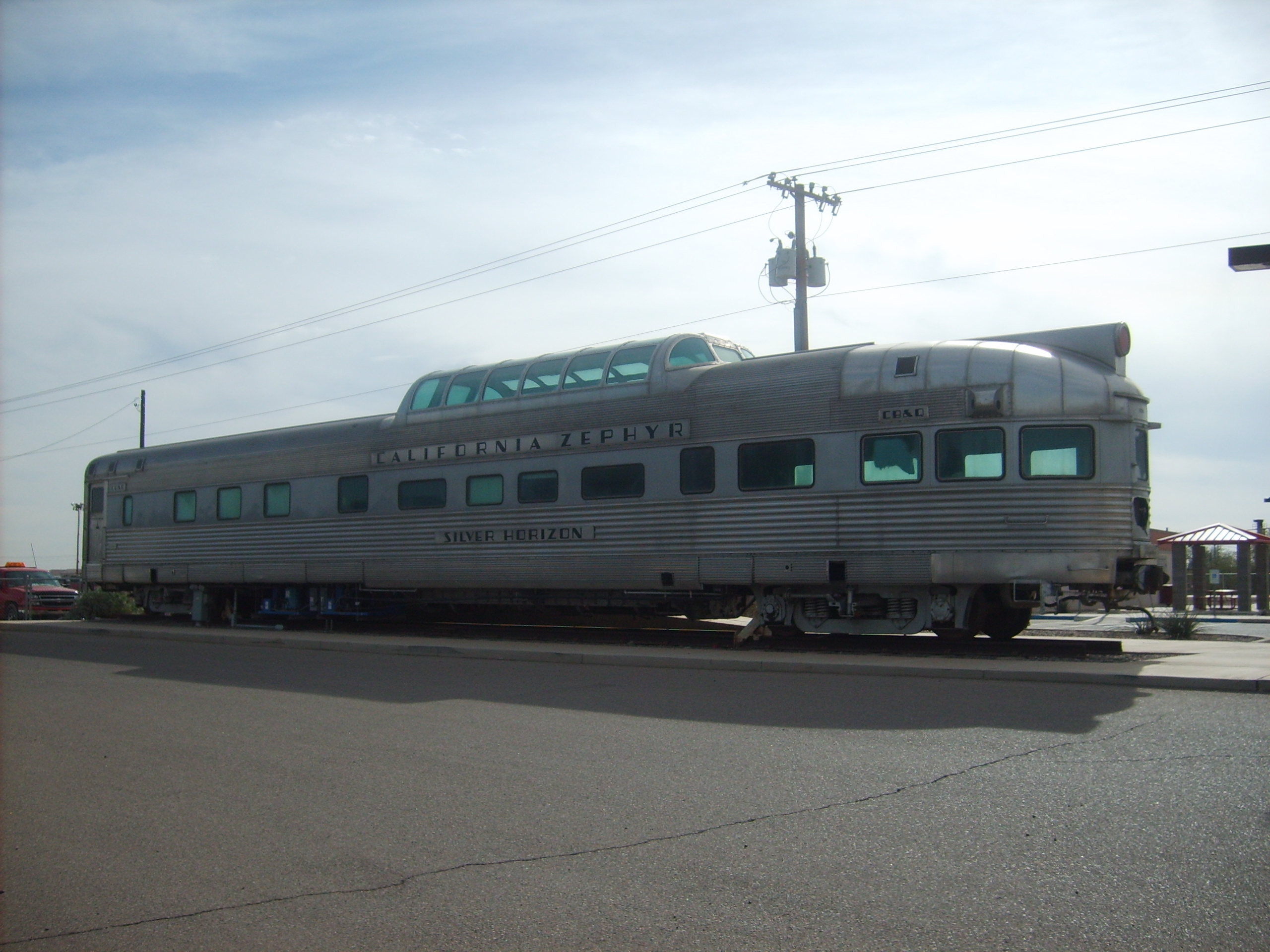
「カリフォルニア・ゼファー号」の展望車

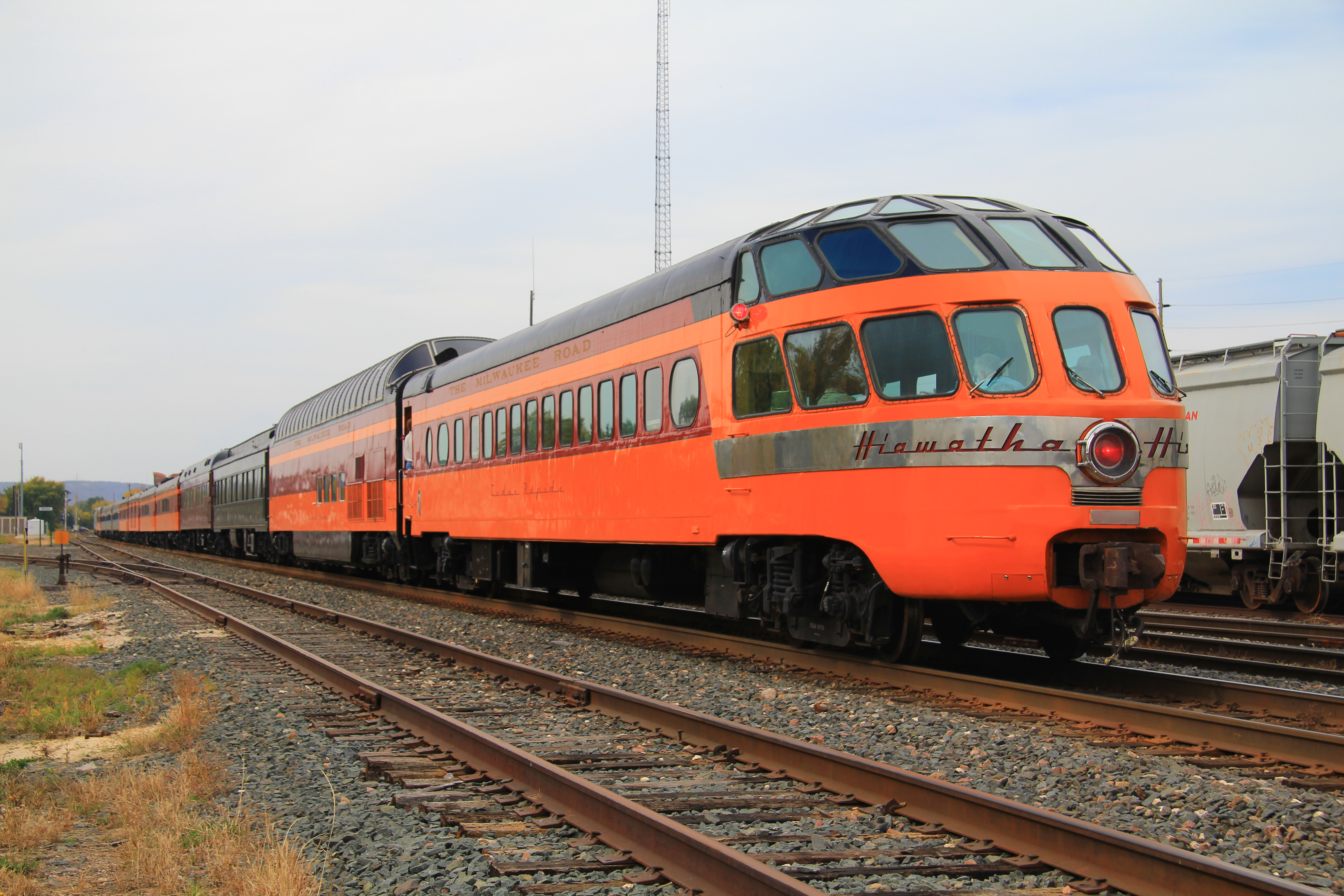
ミルウォーキー鉄道で使われた「スカイトップ・ラウンジ」（手前）と「スーパードーム」（手前から2両目）

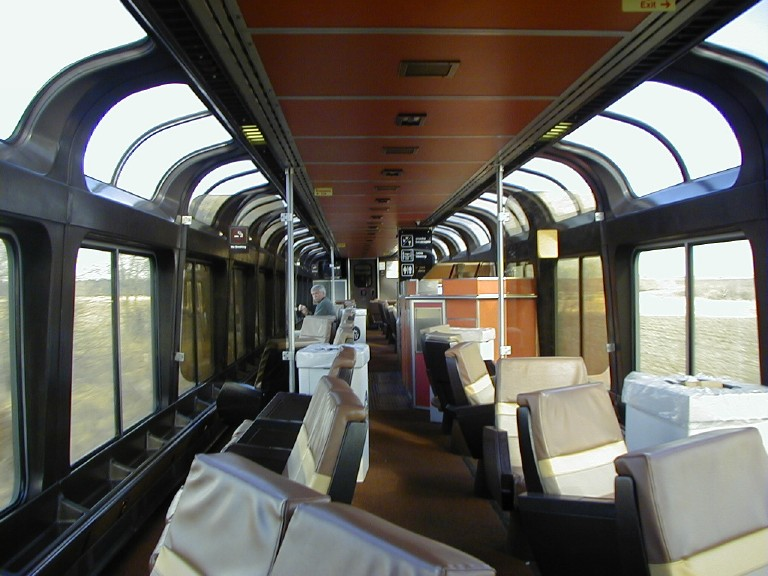
アムトラック「スーパーライナー」の展望ラウンジ車内

アメリカで展望車が大きく変化したのは1930年代のことである。この時期に流線形デザインの軽量客車が開発され、優等列車向けに普及したが、それらの車両では滑らかな流線形を描く密閉式の展望車を設けることが一つのスタンダードとなった。また、これら展望車の発展系として1948年運行開始の「カリフォルニア・ゼファー号」等に連結された2階建て展望車「ビスタドームカー」を挙げることができる。こうした流線形の展望車の一部は、21世紀初頭でもカナダの鉄道における大陸横断列車カナディアンの展望車として運行されている（パーク・カーを参照）。また、アメリカ合衆国カリフォルニア州ナパバレー地方にあるナパバレー・ワイントレインでは、1952年製のビスタドームカーが連結された観光列車が現役運行中である。
展望ドーム車は編成の中間にも設けられた。前述のカリフォルニア・ゼファー号でも一部が2階建ての展望ドームとなった座席車が連結されたが、それとは別に車両全体が展望ドームとなった「フル・ドーム・カー」も製造されている。この例としてアッチソン・トピカ・アンド・サンタフェ鉄道（サンタフェ鉄道）向けの「ビッグ・ドーム」、シカゴ・ミルウォーキー・セント・ポール・アンド・パシフィック鉄道（ミルウォーキー鉄道）向けの「スーパー・ドーム」などがある。ガラスドームのために重量が大きいのが特徴で、鋼製車のスーパードームは軽量構造にもかかわらず、112トンもの重量を有した。
また、1950年代の後半にはサンタフェ鉄道のシカゴ - ロサンゼルス間を結ぶ「エル・キャピタン号」用に全車2階建ての編成が新造された。エルキャピタン号は全車座席車だったので、2階建て車両は座席車とラウンジ車、食堂車であり、寝台車や最後尾用の展望車は製造されなかった。それまでの全車2階建て車両が通勤用として座席を増やし定員着席を目指してつくられた「ギャラリーカー」と呼ばれるものであったのに対し、この車両は展望を目的に建造されたというのが大きな違いである。この様式の車両はアムトラックの「スーパーライナー」に引き継がれ、寝台車も設けられた。スーパーライナーは西部の列車を中心に、アムトラックの長距離列車の主役として2018年時点も運行を続けている。
なお、旧来の展望車も一部が維持保存され、プライベートカーとして一般のアムトラック列車に併結され運転されることもある。これらは当該車両が貸し切りまたは私有であるため一般乗客の立ち入りはできない。
しかし、旧型展望車の中には先述のナパバレー・ワイントレインのように各地の観光鉄道（保存鉄道）で運行されているものもあり、これらを利用することで比較的低廉な価格で往年の展望車の旅の雰囲気を楽しむことができるようになっている。

## その他の国と地域

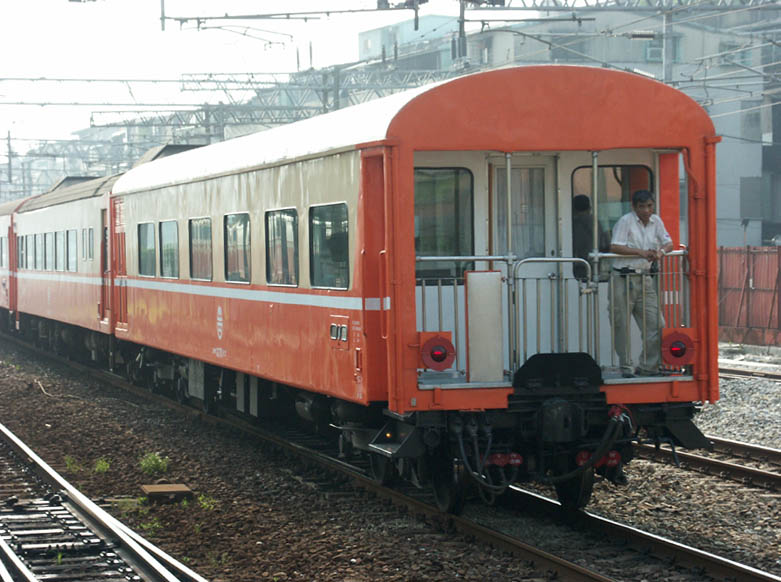
台湾鉄路管理局の展望車

前述のように、アメリカの展望車は日本の展望車にも大きな影響を与えているが、特に線路や車両の規格がアメリカのものと類似していた日本資本の南満洲鉄道ではその傾向が強かった。
南満洲鉄道の代表的な展望車としては、1930年代に特急「あじあ」向けに製作されたテンイ8形が挙げられるが、これは当時アメリカで試作が進められた流線型の展望車を参考に製作されたもので、形態はまるきり本家アメリカ式の密閉式流線型である。この形式は21世紀初頭においても中国鉄道部において若干数が現存しているといわれている。
また、観光用のドームカーや通勤用の2階建て車両については、ドイツ国営鉄道がアメリカに先駆け、1930年代から製作している。1936年に製造されたガラス電車「ET91」や、1962年から1976年に「ラインゴルト号」「ラインプファイル号」に連結されたドーム展望車等は世界的に知られている。また、フランスにも「オートラーユパノラミック」と呼ばれた単行運転のできるドーム展望室付き流線形のフランス国鉄X4200形気動車が存在し、AGRIVAP発見列車において動態保存されている。
このほか、現在のヨーロッパでは、風光明媚なアルプス山脈一体やリヴィエラ海岸を走行する急行列車には、現在でもオブザベーションカーが連結されているが、これは窓を天井まで広げ展望を良くした一等車（氷河急行やベルニナ急行、ゴールデン・パスのモントルー・オーベルラン・ベルノワ鉄道 （MOB）およびツェントラル鉄道（zb）の区間では一等車に加え二等車）で、ドームカーの発展型である。
台湾鉄路管理局にはオープンデッキを備えた展望客車「PC32701号」があり、主に貸し切り車両として用いられている。

## 国鉄・JRの客車

### 戦前形
日本の国鉄が1960年代以前に保有した正式な展望車は、東海道本線・山陽本線の特別急行列車に連結された。これらはすべて「乗り心地がよい」とされた3軸ボギー台車を装備し、後尾に柵を備えた開放式展望デッキを設けていた。いずれも先行するアメリカの流儀に倣ったものである。民間メーカーでは1両も製造されず、国鉄工場で最高水準の技術をもって製作された。
通常は三等級制時代の一等車として編成の最後尾に連結された。したがって展望席も一等客専用の領域であった。また、それゆえ必ず車掌室を備えていたことから、緩急車を示す「フ」は付かないものとされていた。
この時代の日本における展望デッキは、主として駅での発車時および見送り客に答礼し手を振るための「お立ち台」であり、乗客が走行中にデッキに出ることはほとんどなかった。

#### 初期の木製展望車
日本最初の展望車は、1908年に九州鉄道が発注した車両を国有化後の国鉄が引き継いだ、ブトク1形だとされる。
定期列車において初めて使用されたのは、1912年に新橋駅 - 下関駅間一等・二等特別急行列車番号1・2列車（1929年に「富士」の愛称を与えられる。）に連結された木造車体のオテン9020形である。1912年に5両が製造され、翌1913年には一部の設計を変更したオテン9025が増備された。
1923年には車体断面を大型化した木造展望車のオイテ28070形が登場し、オテン9020形に取って代わった。1928年の称号改正でオイテ27000形に改称されている。置き換えられたオテン9020形4両は荷物車へと改造されたが、オテン9025はその後も予備車として残り、称号改正ではオイネテ17000となった。
オイテ27000形ものちには鋼製展望車の登場によって「富士」の運用から外され、うち2両は引き続き東京駅 - 下関駅間急行7・8列車の京都駅 - 下関駅間で使用、残りは予備車となったが、急行7･8列車の運用が鋼製展望車（スイテ37040形の登場によって「富士」から外れたスイテ37000形）に置き換えられた1939年には第12回東京オリンピックに備え2両が鋼体化改装され、スイテ37050（後・スイテ37形→マイテ58形）となって特別急行列車「鷗」（かもめ）に充当されている。鋼体化されなかった3両はのちに荷物車等に改造された。
なお、外国要人や貴賓・高官の移動時に運用された展望車類似の特別車としてオトク9010形が1911年に製造されたほか、1922年には国賓用として10号御料車が展望デッキを備えた形で登場している。

#### 鋼製展望車

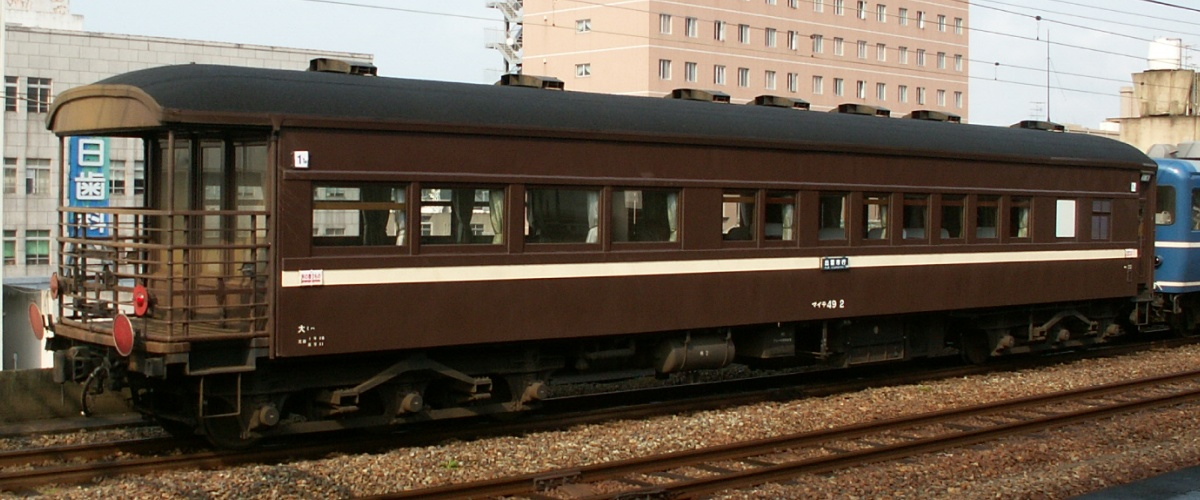
スイテ37040形（現・マイテ49 2）

1927年から国鉄客車の車体は鋼製が標準となった。20 m車体をもつ優等車両についてはペンシルバニア式3軸ボギー台車のTR73形が開発され、展望車についても1930年以降にこれを装備した鋼製車が製作されることになる。
まず、1930年に最初の鋼製展望車としてスイテ37000形（後・スイテ38形→1両はマイテ39 21に改造）が登場し、続いてスイテ37010形（後・マイテ39形→マイテ39 1・11）が製造され、いずれもオイテ27000に代わって「富士」に充当された。
| 当初形式    | 1941年 改称後 | 区分室          | 展望室 様式 | 屋根 |
| ----------- | ------------- | --------------- | ----------- | ---- |
| スイテ37000 | スイテ38      | なし            | 洋式        | 二重 |
| スイテ37010 | スイテ39      | なし            | 桃山式      | 二重 |
| スイテ37020 | スイテ48      | あり （前寄り） | 洋式        | 二重 |
| スイテ37030 | スイテ47      | あり （中央）   | 洋式        | 二重 |
| スイテ37040 | スイテ49      | なし            | 洋式        | 丸   |
| スイテ37050 | スイテ37      | あり （前寄り） | 洋式        | 丸   |

このうち、スイテ37000形の車内は当時同時期に新築した有名デパートの白木屋の内装デザインに似ていることにちなんで、「白木屋式」と呼ばれた洋風の内装を採用し、スイテ37010形の車内は「桃山式」と呼ばれた純和風の内装であった。国際列車であった戦前の特急「富士」にあっては殊に外国人観光客に好評を博したとされるが、太平洋戦争後に復活した際には「まるで霊柩車のようで不気味」「仏壇じみて縁起が悪い」と乗客の不評を買い、予備車に回された経緯がある。
その後、1931年にはスイテ37000形に準じた洋風内装のスイテ37020形（後・スイテ48形）が超特急「燕」用に製造され、またスイテ37000形のうち1両は「燕」用にスイテ37030形（後・スイテ47）に改造されている。これらはいずれもダブルルーフであった。
1938年には、1940年に開催予定であった第12回東京オリンピックに備え、近代的な丸屋根構造を採用、車内に換気ダクトを設けるなど冷房装置の取付を当初から想定した（実際に冷房装置を付けたのは戦後）スイテ37040形（後・マイテ49形）が登場し「富士」に投入されスイテ37000形を置き換えたが、展望車自体の新製はこれが最後となった。この後に登場したスイテ37050形（後・スイテ37形→マイテ58形）は上述のとおりオイテ27000形の鋼体化改造である（オイテ27000は、台枠などの鋼材がインチ寸法で造られていたため流用が困難で、戦後の鋼体化改造とは異なって、台枠も新製されたとされている。そのため名義のみの改造車とも考えられる）。
なお、鋼製展望車の車内の標準的な構造は一等寝台車とともに使用された「富士」用のスイテ37000形、スイテ37010形、スイテ37040形においては一等寝台車が区分室方式であったため、展望車自体は前位が一等室（談話室）で1人掛回転座席を備え、後位が展望室で1 - 2人用ソファを10席程度配置したものであり、基本的にオープンサロン方式。一等寝台車を連結しない昼行特急の「燕」「鷗」用のスイテ37020形、スイテ37030形、スイテ37050形は上記に加えて区分室を2室程度備えており、貴賓・高官の乗車に備えられていた。いずれも定員は展望室が10名程度、一等室が16 - 19人程度であった。
太平洋戦争末期には、特急列車の廃止に伴い、展望車を含む優等車両は戦災を避けて地方に疎開措置が取られた。「輸送力増強」との名目で三等車への格下げ改造の計画も立てられたが、時すでにそれを行う余裕すらなく荒廃していった。

### 戦後の展開

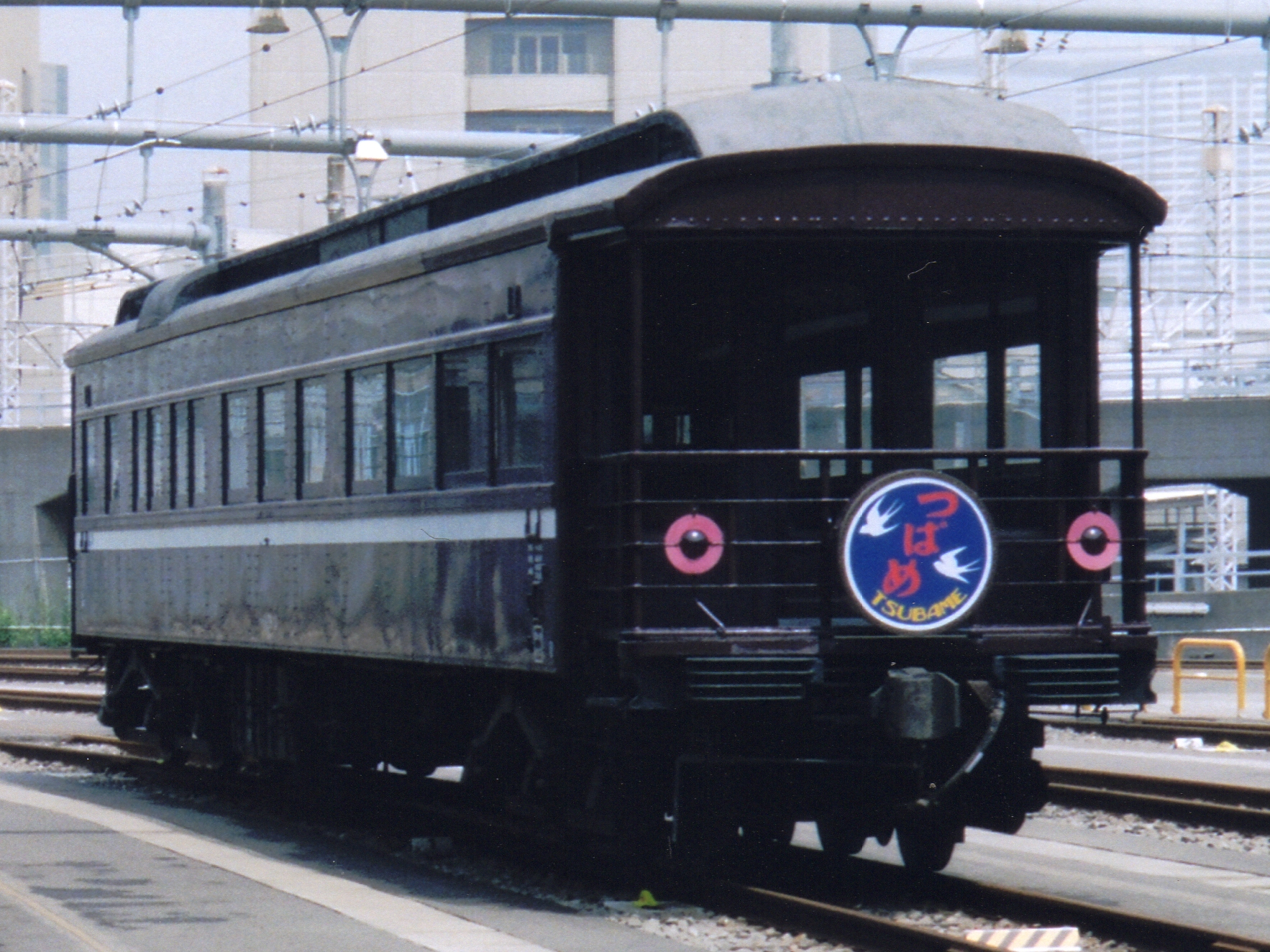
スイテ37010形 （現・マイテ39 11）

1945年の日本の敗戦に伴い、温存されていた優等車両のほとんどは進駐軍に接収された。このとき展望車形であった10号御料車も省番号スイテ10となり、オクタゴニアン号の編成に組み込まれた。また戦後の国鉄は正式な「展望車」は新製していない。展望車はほとんどが接収されたが、残った3両の展望車が1949年に復活した戦後初の特急「へいわ」、ついで翌年改称した「つばめ」に充当された。すなわち、スイテ38 2、スイテ39 1・2から各々一等客室を大改造した（この時に国鉄初のリクライニングシートが導入された）マイテ39 1・11・21である。桃山式展望車であったスイテ39の2両はともに車内の傷みが激しかったため、マイテ39 11のみに装飾を集めて桃山式の内装を復旧。マイテ39 1・21は洋風のデザインとされた（デザインはそれぞれ違う）が、桃山式の11は先述のとおり利用者の評判が芳しくなく、予備車となった。なお、マイテ39の座席配置や車内設備は統一されており、3両とも定員は展望室10名、一等室14名（うち固定リクライニングシート8名、向かい合わせ固定腰掛6名）、一等室前方（すなわち展望室方向とは反対側）にサービスコーナーを設置していた。
やがて進駐軍に接収されていた車両も全車が返還され、その多くが東海道本線特急「つばめ」「はと」に使用された。この時期（1949年8月ごろ）に車軸駆動による冷房化（マロネ40形の項目を参照）により重量が増加し、「ス」級から「マ」級になった。
| 当初       | 1949年 整備後 …は接収中 | 1953年 改称後     | 1956年 塗色 | 廃車時期   |
| ---------- | ----------------------- | ----------------- | ----------- | ---------- |
| スイテ38 2 | マイテ39 21             | →                 | 淡緑5号     | 1960年度？ |
| スイテ39 1 | マイテ39 1              | →                 | 淡緑5号     | 1960年度？ |
| スイテ39 2 | マイテ39 11 （桃山式）  | 予備車            | 茶          | 1962年度   |
| スイテ48 1 | 1950年 「はと」用       | 予備車            | 茶          | 1954年     |
| スイテ47 1 | 特別職用車              | マイ98 1          | 茶          | 1956年     |
| スイテ49 1 | …                       | 1954年 マイテ49 1 | 淡緑5号     | 1963年度   |
| スイテ49 2 | …                       | マイテ49 2        | 淡緑5号     | 1960年度   |
| スイテ37 1 | …                       | マイテ58 1        | 淡緑5号     | 1961年度   |
| スイテ37 2 | …                       | マイテ58 2        | 淡緑5号     | 1961年度   |

スイテ48 1、スイテ37 2（後・マイテ58形）、スイテ49 2（後・マイテ49形）は接収解除後、整備の上「はと」用として1950年から使用された。これらの展望車は車内がほぼ戦前のままで使用された。また1953年には返還された旧スイテ37 1を整備し、冷房化もあって同年の称号改正によりマイテ58 1として「はと」に投入、スイテ48 1は予備に回った。1954年には返還された旧スイテ49 1を近代的に整備・改造（一等室の座席を1人掛けリクライニングシートに変更、蛍光灯化、冷房設置）してマイテ49 1とした。この改造によりマイテ49 1は最も近代的な姿をもつ展望車となり、臨時列車用として1963年まで現役で使用された。
1955年には一等寝台の廃止（二等寝台への全車格下げ）により、国鉄で定期使用される一等車は東海道本線特急の展望車のみとなった。1956年に東海道線全線電化に伴い、これら客車特急用の車両は淡緑5号（いわゆる青大将色）に塗装されたが、その内訳は、「つばめ」用のマイテ39 1・2、マイテ49 2、「はと」用のマイテ58 1・2、および予備車マイテ49 1の6両で、これらが最後まで使用された。
一等車の需要は元々限られたもので、1950年代初頭には山陽線特急「かもめ」への充当を想定して密閉式のマイテ30展望車（初期案はビスタドーム。最終案は通常の屋根となる）の新造が計画されたこともあったが実現しなかった。もし、この計画が実現していた場合は密閉式のマイテ30形が東海道線特急に使用され、山陽線特急にはマイテ39形が転用されていたかもしれないともいわれている。密閉式の展望車は、試作的改造（スハ32・オハ35系改造のスヤ51形）のみで実現せず、試作車も国鉄内部の巡察等に用いられたのみに終わった。また、山陽線特急「かもめ」への一等展望車連結も、敗戦に伴い日本の植民地・勢力圏がなくなったアジア大陸との連絡の使命を失った山陽線においては需要が極めて少ないと判断されて、実現しなかった。
1960年に東海道線昼行特急の電車化により展望車の定期運用はなくなった。展望車各車は専ら団体用となり、同時に二等級制への移行によって「マイテ」から「マロテ」へと名称が変更された。これらは1964年までに台枠を流用したオシ17形に改造され、あるいは用途廃止によって廃車となるなどして全車が姿を消した。
なお、厳密な展望車には該当しないが、20系客車の編成端部に連結することを前提としたナハフ20形（のちには改造でナハネフ20形）・ナハネフ22形には車掌室横に展望スペースが設置されており、密閉式展望車を意識した造りになっていたともいえる。ただし、これらの車両は運用上編成の向きを変えることは行われていなかったので、後部から展望を楽しめたのは片道に限られていた。
なお、「つばめ」「はと」などでは三角線と呼ばれる配線を利用して編成ごと方向転換をしていたが、近年のそれは編成の両端に展望車を設ける方法が一般的である。あるいは蒸気機関車牽引列車の場合は発着駅近辺に蒸気機関車の転車台が残っているため、それを使って展望車のみ方向転換させる場合もあった。

### 保存車から車籍復活、そしてまた保存へ
保存車としては東京都青梅市の青梅鉄道公園（東京都青梅市）のマイテ39 11、交通科学博物館（大阪市）のマイテ49 2が残存していた。
マイテ49 2については改修のうえ1987年3月6日付で車籍復活（復籍）し、国鉄から西日本旅客鉄道（JR西日本）が引き継いだ。復籍に際し、従来設置されていた車軸駆動式冷房装置を撤去して、新たに冷暖房兼用のヒートポンプ式インバータエアコン（三菱電機製）を設置するとともに、12系・14系客車などから冷暖房用電源を供給してもらえるように改造された。エアコンは車両強度の関係もあり、一般の家庭用エアコンが使用され、床下に室外機を、客室内に操作用リモコンをそれぞれ設置。展望車のダブルルーフ部分に設置された送風用ダクトを通じて客室内に送風されるようにした。元来冷房対策で二重窓などの装備をもっていたため、家庭用エアコンの出力程度で充分な冷却性能を発揮できた。
同社では、山口線の「SLやまぐち号」をはじめとするイベント列車や団体臨時列車において限定的に運用されていたが、2009年8月15日の「SLやまぐち号」での運用を最後に、旅客営業で使用される機会はなくなった。
その後は長らく所属先である宮原総合運転所（現・網干総合車両所宮原支所）にて走行可能な状態で保存留置されていたが、2022年に日本の鉄道開業150周年記念の一環として京都鉄道博物館への収蔵が決定。SLによる牽引で人を乗せて運転するのは同年10月11日が最後となり、同月14日付で廃車とともに同館への収蔵車両となった。以後は展示のみとなる予定。
また、マイテ39 11は、損傷が激しくなったため東日本旅客鉄道（JR東日本）の大井工場（現・東京総合車両センター）に移送されて復元が試みられたものの、高度な細工を凝らした桃山式の内装はもはや修復できる技術が残っておらず、実現には至らなかった。やむなく装飾等が取り払われた上で、東京総合車両センターに保管。その後、2007年に開館した鉄道博物館において保存されることとなり、現時点で可能な限りの内装の復元が施された上で展示されている。

## 1980年代以降の展開

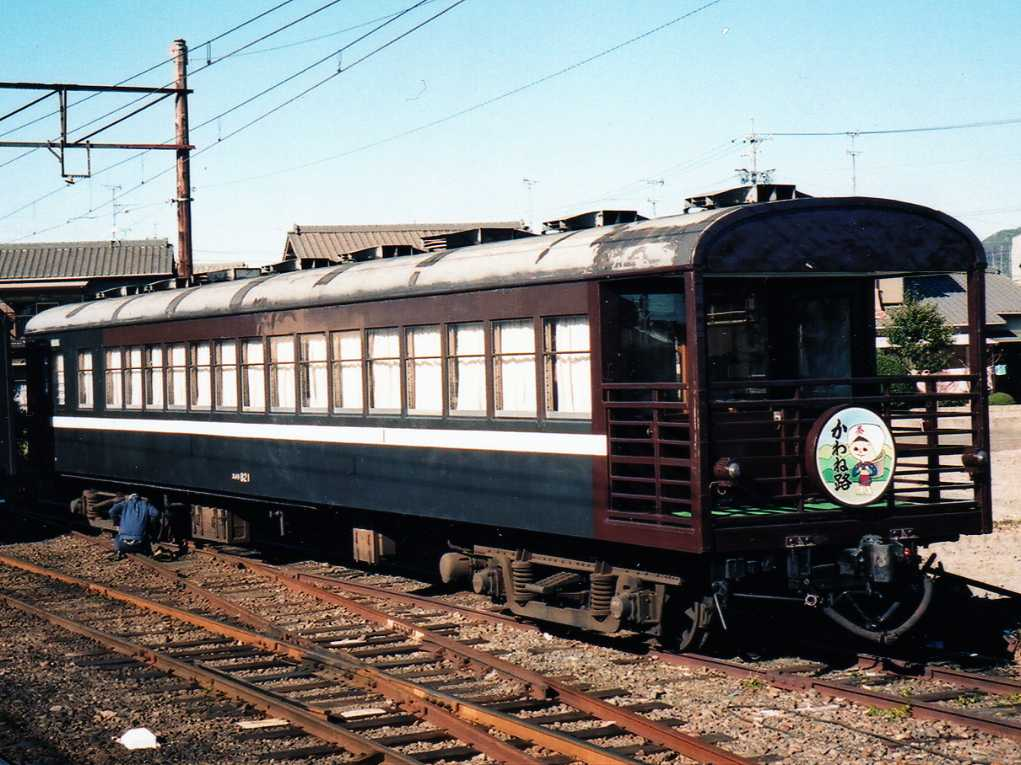
開放式展望車の例
大井川鉄道スイテ82形

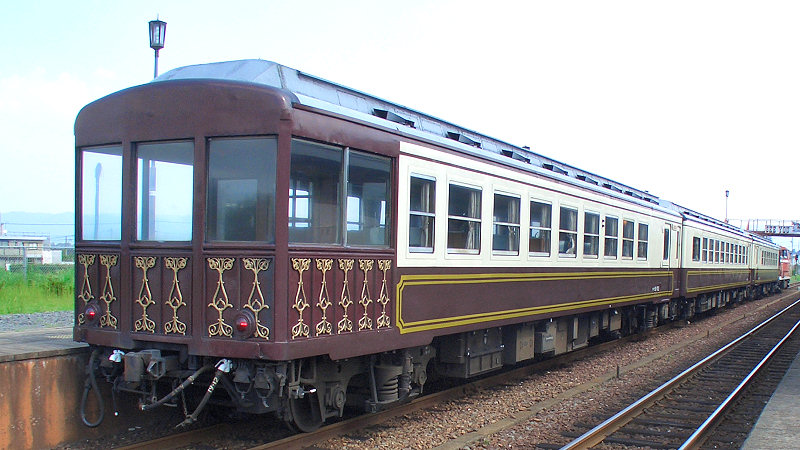
密閉式展望車の例
（あそBOY用客車50系700番台）

1980年代になり、12系等の通常型客車から側面ガラス窓・外板の一部を取り払った車両や、貨車や電車を改装した車両が投入されるようになった。ジョイフルトレインのように大きく手が加えられたものや、トロッコ列車のような素朴なものもこの頃から運行されるようになっている。詳細については、各列車の項目を参照されたい。

### 12系・14系客車改造

#### ジョイフルトレイン
お座敷列車（ナコ座）を除き密閉式展望車で、乗務員室側を編成中央に方向転換されているのが共通している。
- 1983年
  - 14系サロンエクスプレス東京
    - 1997年に「ゆとり」に再改造された。

  - 14系サロンカーなにわ
    - 2023年現在、この中では唯一運行している。

  - 12系お座敷列車（ナコ座）
    - この中では唯一の開放式。
- 1985年
  - 12系ゆうゆうサロン岡山
- 1986年
  - 12系ふれあいみちのく
  - 12系江戸
  - 12系やすらぎ
- 1987年
  - 14系スーパーエクスプレスレインボー
  - 12系オリエントサルーン
  - 12系ユーロライナー
  - 12系あすか
  - 12系パノラマライナーサザンクロス
- 1988年
  - 14系リゾート&シュプール用改造車
    - オハフ15 201 - 203の3両が改造された。
- 1993年
  - 12系わくわく団らん
    - 1982年から運行しているが、1993年のリニューアルに際し展望室が新設された。
- 1994年
  - 12系旅路
    - 1981年から運行しているが、1994年のリニューアルに際し展望室が新設された。
- 1995年
  - 14系浪漫

#### SLやまぐち号向け改造
- 1988年 - オハフ13 701
  - 小郡（現・新山口）方先頭の1号車。開放式で、オハフ13 59から改造された。
- 2003年 - オハ12 703
  - 津和野方5号車。1988年にオハ12 229から改造された当初は展望車でなかったが、オハフ13 701の方向転換を省略するために密閉式展望車に改造された。

後述する35系4000番台に置き換えられ、2017年に運行を終了。大井川鐵道に譲渡された。

#### SLばんえつ物語向け改造
すべて密閉式である。
- 2000年 - オハ12 1701
  - 4号車。スハフ12 160の車体を新製した。乗車定員は0人となっている。
- 2013年 - スロフ12 102
  - 新津方先頭の7号車。スハフ12 102の車体を新製した。
- 2014年 - スハフ12 101
  - 会津若松方先頭の1号車。車番に変更はないものの、先述したジョイフルトレインと同様、乗務員室側を編成中央に方向転換されている。

#### SL大樹向け改造
- 2021年 - オハテ12 1・2
  - 2016年にJR四国から東武鉄道に譲渡され、部品取り車として放置されていたオロ12 5・10が開放式展望車に改造された。

### 50系客車改造
- 1987年
  - アイランドエクスプレス四国 - オロフ50 1・2
    - 開放式。オハフ50 2376・2377から改造された。
- 1988年
  - ノスタルジックビュートレイン - オハフ50 2501・2502
    - 開放式。オハフ50 2162・2163から改造された。

  - SLあそBOY - オハフ50 701・702
    - 密閉式。オハフ50 39・40から改造された。2009年にはSL人吉用として再改造された。
- 1989年
  - ノロッコ号 - オクハテ510 1・2
    - 密閉式。オハフ51 4・58から改造された。JR発足以降初めて客車記号に「テ」が与えられた。

### 電車・貨車改造
- 1982年 - 大井川鐵道ナハ82 1
  - 開放式。サハ1515から改造された。翌年にはスイテ82 1に改番されている。
- 2001年 - ハテ8001
  - 開放式。ワム181687から改造された。

### 新造
- 1999年
  - E26系カシオペア - スロネフE26 1・カハフE26 1
    - どちらも密閉式である。上野方先頭の1号車のスロネフE26 1は「カシオペアスイート」、札幌方先頭の12号車のカハフE26 1は「ラウンジカー」となっている。
- 2013年
  - 77系7000番台 - マイ77 7001・マイネフ77 7007
    - どちらも密閉式である。機関車の次に連結されている場合が多い1号車のマイ77 7001は「ラウンジカー」、最後尾を想定した7号車のマイネフ77 7007は「DXスイート」となっている。
- 2017年
  - 「SLやまぐち号」35系4000番台 - オロテ35 4001・スハテ35 4001
    - 12系客車の置き換え用として新製された。どちらも開放式である。オロテ35 4001は新山口方先頭の1号車に、スハテ35 4001は津和野方先頭の5号車に連結されている。

## 電車・気動車

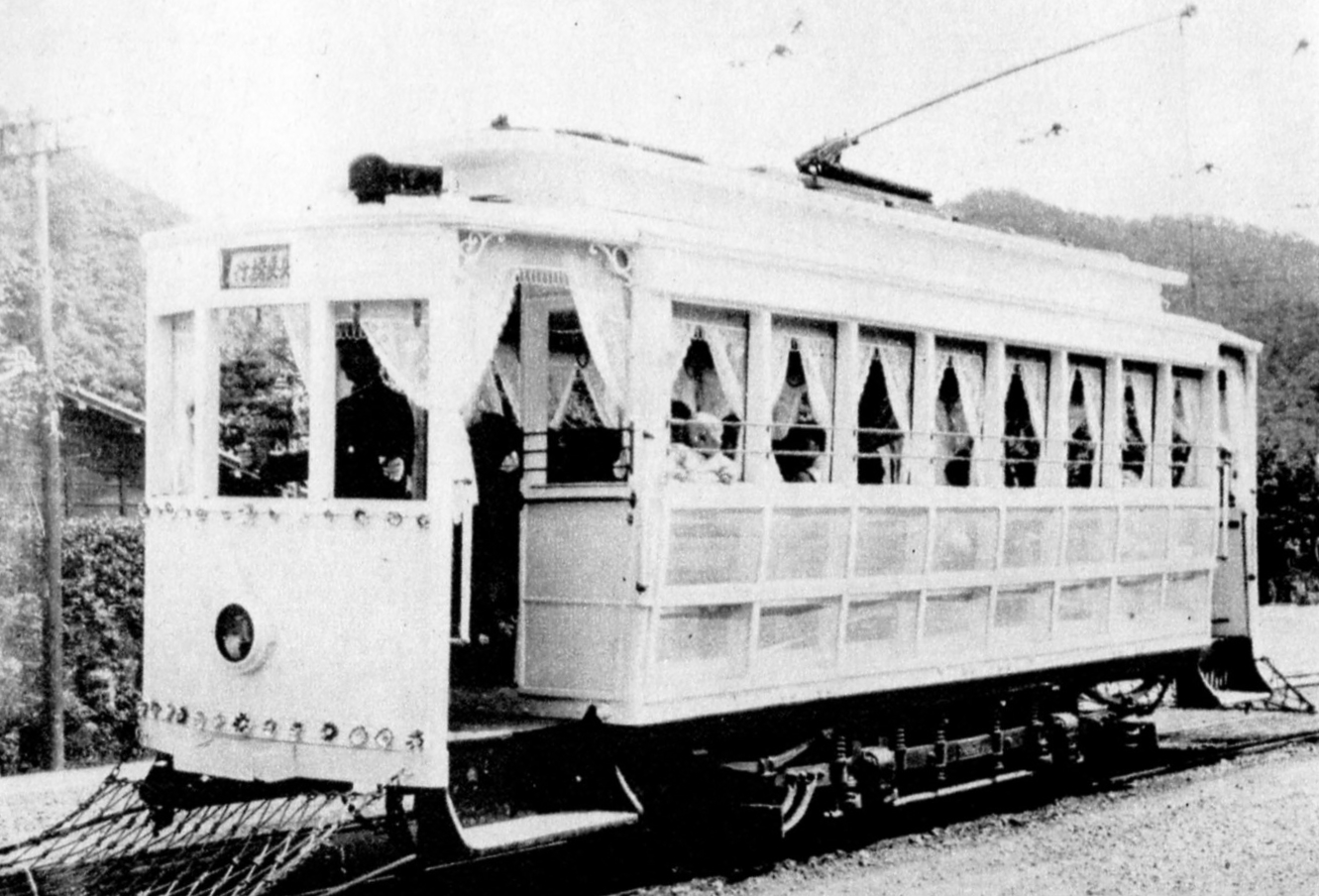
路面電車での納涼車の例：
美濃電気軌道木造単車

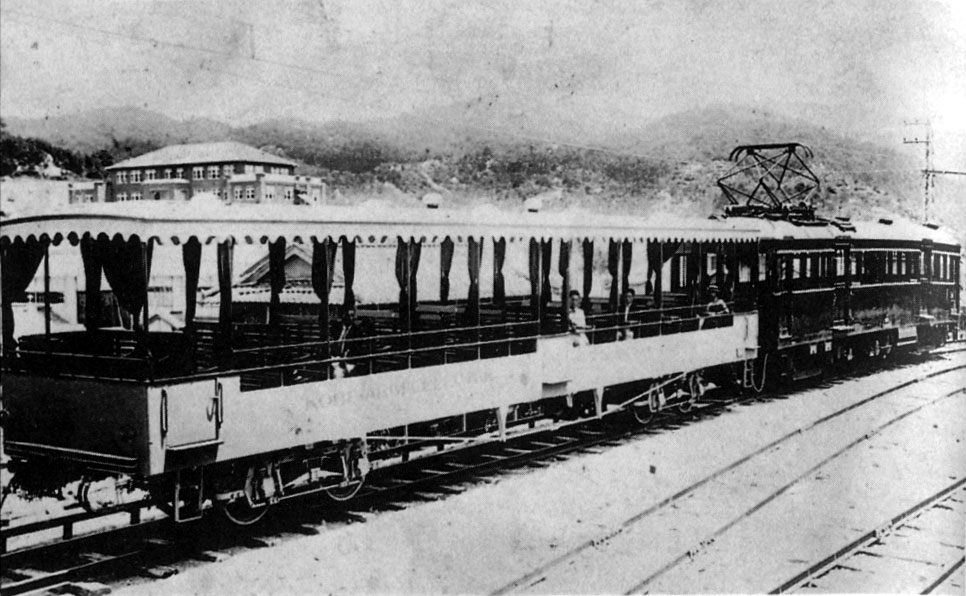
高速電車での納涼車の例：
神戸有馬電気鉄道テン1形

太平洋戦争以前の一部地域の路面電車には、窓ガラスをなくして眺望を確保し、側面腰板を金網張りとして風通しを良くした「納涼電車」が存在した。暑い時期に乗客の涼を取ることを主眼としたもので、江ノ島電鉄等で1930年代まで運行されていた。これも一種の展望車と言える。神戸電鉄等には、高速電車でも同様な納涼車仕様の車両があった。多くは太平洋戦争中に輸送力確保のため、通常型電車に改造されて消滅した。

### 特別席としての「展望車」「展望席」
太平洋戦争前の日本の電車は、一般に運転台周りは開放的な構造であったが、その中でも1938年に南海電気鉄道の前身である南海鉄道が製造した貴賓車「ク1900号」は、流線型の前面形状と広い窓を備え、車内にはソファーを備えた展望構造であった。これは皇族等の高野山（金剛峯寺）への参詣における利用を主眼としたものであるが、第二次世界大戦後は一般客向けの特急「こうや号」に特別車として連結され、1961年まで運用されたが、同年の特急撤退後は通常形態の通勤形電車に改造されてしまった。
東武鉄道は豪奢なサロンを備えた貴賓用の付随展望車としてトク500形客車（1930年製、製造時は木造車、戦後に鋼体化）1両を保有し、主に日光特急電車の後尾に連結して運用していたが、1957年に廃車となった。その後の東武の特急車両では1720系「DRC」および100系「スペーシア」以降は前面展望が考慮されない造りになっていたが、最新のN100系「スペーシアX」にはコックピットラウンジとコックピットスイートが先頭車ごとに設置される。

#### 「パーラーカー」
国鉄の場合、東海道本線特別急行列車「はと」「つばめ」を151系により電車化する際に、従来の展望車に相当する後継車両として、以前の特別二等車を凌ぐ設備を有した大阪方先頭車のクロ151形を製造した。設計思想は密閉式の展望車であるマイテ30とつながっている運転台の後にVIPや貴賓客使用を考慮した4人用の個室があり、客用扉を挟んで車体後部に位置する開放室には、左右各1列ずつの乗客が座席の向きを任意に変えられる回転式自在腰掛（リクライニングシート）が7列配置されたために定員18名。「パーラーカー」の愛称がつけられ、客車時代の一等車と同様の利用客層を前提としていたことと、二等車であっても前述したように以前存在していた特別二等車を凌ぐ設備であったため、特別二等車料金に相当する特別車両料金を要し、当時の国鉄監修時刻表による表記では従来の「展望車」記号がそのまま流用された。
12両が製造されたが、1両（クロ151-7）が事故廃車。残り11両中10両が東海道新幹線開業に伴う山陽本線特急に転用され、のちに181系化改造が施工された。しかし、山陽本線では特別車両の需要が元来少ないため利用客が皆無の日も多く、特別車両の料金を値下げしたもののほとんど効果はなかった。そのような利用者の絶対的な減少に伴い貴賓車予備となる2両（クロ181-11・12）を除き開放室を普通席への改造が施工され、クロハ181形となった。区分室はそのまま残されたものの座席指定発売においてマルスへの収容が見送られるなど利用客はほとんどおらず、晩年は乗務員の休憩室や車内販売の控室と化して荒廃状態だったという有様であった。さらにクロ・クロハ181形への改造後も山陽特急からの撤退による関東地区への転用に伴い1973年までに全車普通車化改造され、パーラーカーは消滅した。なお、東海道特急から直接上越線に転用されたクロ151-6は転用時に直接クハ181-56に改造されている。

#### JR発足後の特急のパノラマ型先頭車
東海旅客鉄道（JR東海）では 特急「しなの」用に投入された381系で、1988年にサロ381形を先頭車化改造したパノラマグリーン車クロ381形10番台を改造製作した。前部約1/3は展望室で、前頭部は前面展望を考慮し傾斜した構造となり、側面窓も拡大されている。後継である383系においても、長野方にパノラマグリーン車クロ383形0番台が連結されている。
気動車特急においても「ひだ」「南紀」に投入されたキハ85系の非貫通先頭車（キハ85形0番台・キロ85形）では傾斜を付けた流線形とし、三次曲面のフロントガラスと運転台上方の天窓（サンルーフ）が採用され、運転席後部を全面ガラス張りとしたうえで前面展望を確保している。
JR西日本では、1989年に設定された「スーパー雷鳥」向けの485系に吹田工場で改造されたパノラマグリーン車クロ481形2000番台を組み込んだ。同じ時期には「スーパーくろしお」「スーパーやくも」で運用された381系に同じ構造のパノラマグリーン車クロ380形を改造製作して組み込んでいる。1996年に投入されたJR西日本283系電車でも、パノラマグリーン車が採用されている。
この他、2017年に営業運転を開始した「TWILIGHT EXPRESS 瑞風」は、車両先頭部にオープンデッキ型開放デッキを備えており、車両形式も「キイテ87」と気動車形式初の「テ」記号を名乗っている。
四国旅客鉄道（JR四国）が投入した2000系では、グリーン席・普通席合造車の非貫通先頭車にパノラマ構造が採用された。グリーン車ではないが、「スーパーはくと」で運用される智頭急行HOT7000系気動車の非貫通先頭車は、パノラマ構造となっている。
JR北海道が1988年に製造したジョイフルトレイン「ニセコエクスプレス」では、車体こそ平屋構造であるが、先頭車をパノラマ型として前面展望が配慮された。
JR東日本ではキハ58系改造の「グラシア」（1989年、後・「こがね」）、および485系改造の「リゾートエクスプレスゆう」（1991年）において採用した。
第三セクター鉄道では、「タンゴエクスプローラー」に運用された北近畿タンゴ鉄道KTR001形気動車で客室をハイデッカー、先頭車をパノラマ型とし展望に配慮した形となった。

### 屋上運転台式前面展望車（セッテベロ形・パノラマ形展望車）

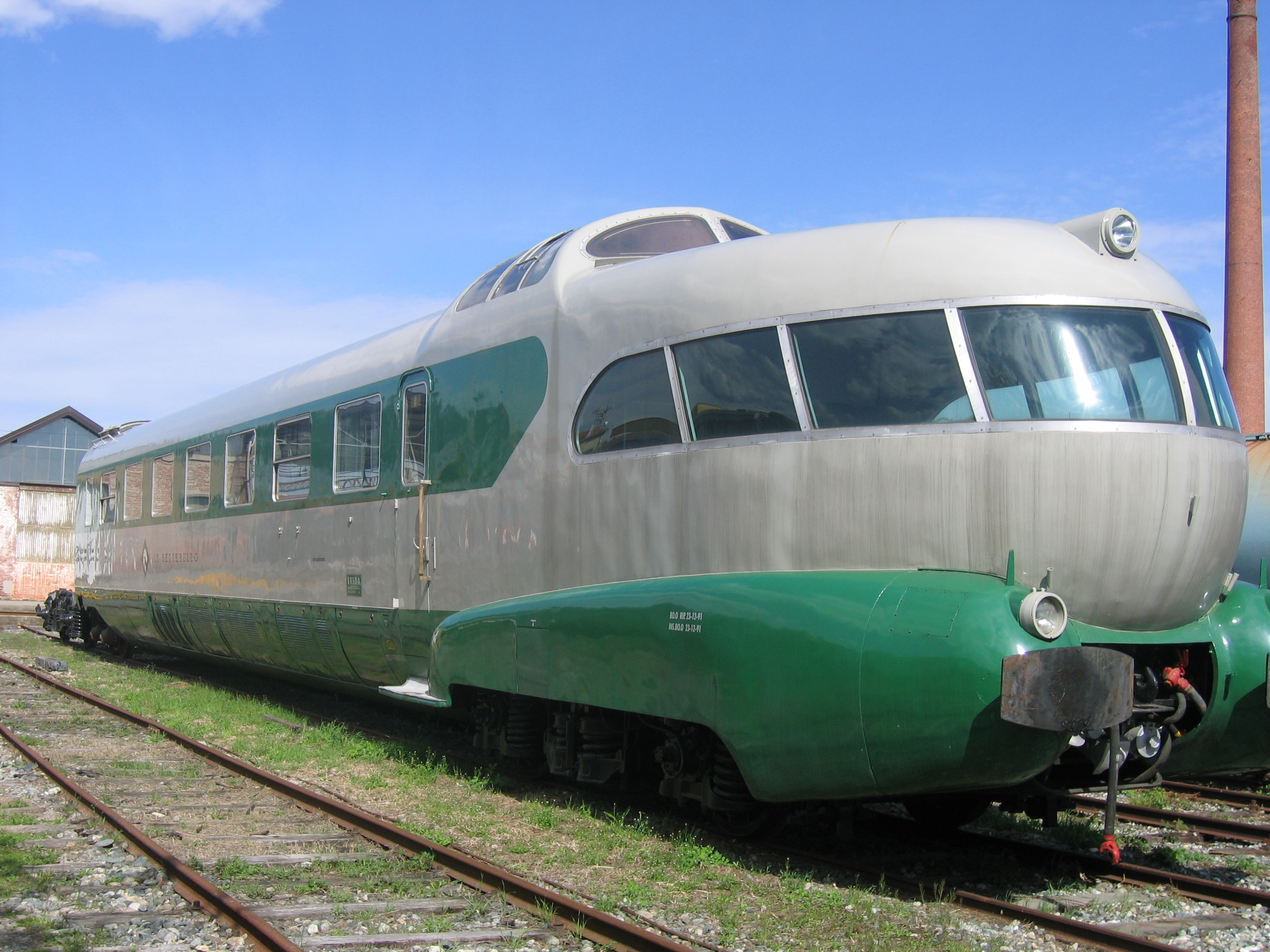
イタリア国鉄のセッテベロ（写真は保存用にETR300形301の外観が再現された元・ETR250形252）

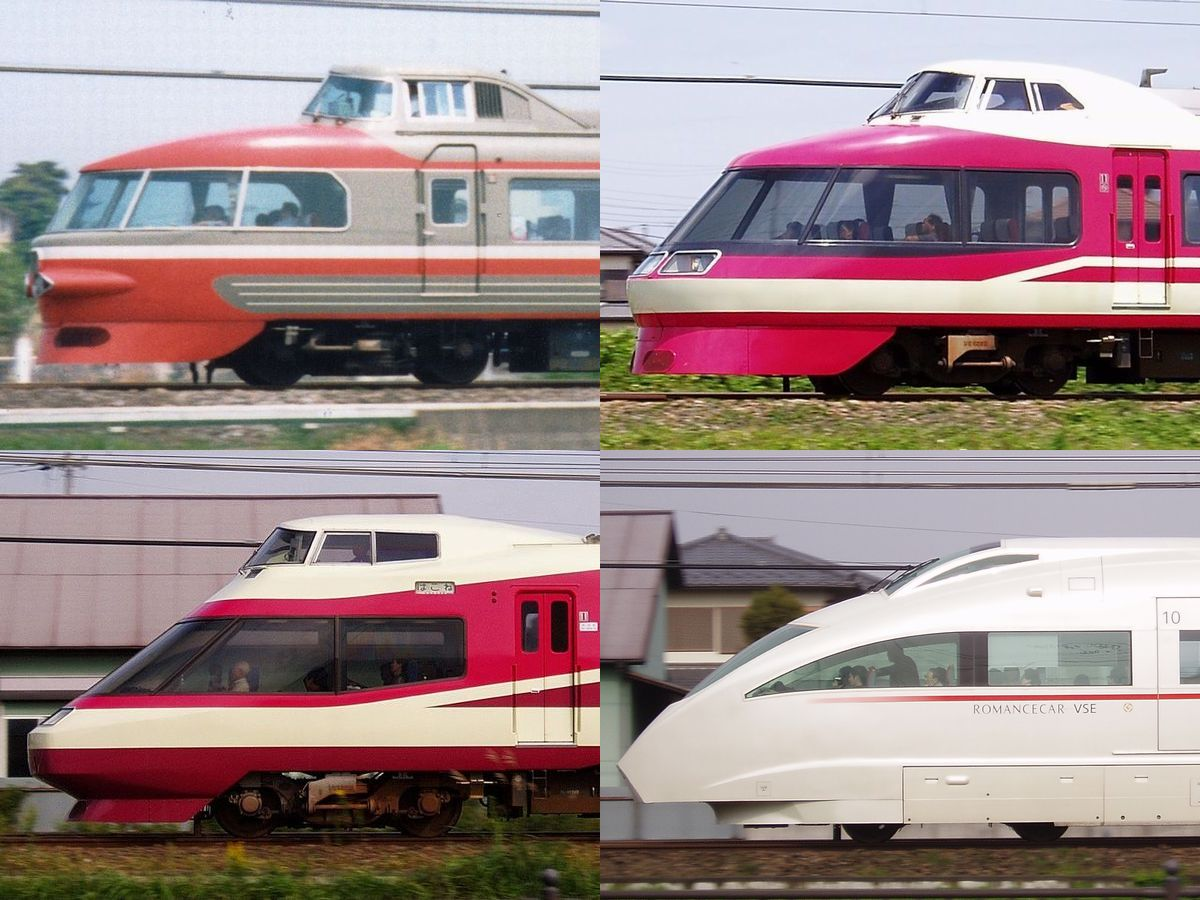
屋上運転台式前面展望車の例：小田急ロマンスカー
（左上から3100形、7000形、10000形、50000形）

運転台を屋根上に上げ、客席を車両最前面に置いて展望を確保する構造の鉄道車両は、古い例では1930年代にフランスで製作された気動車「ブガッティ・ガソリンカー」等が存在する。
しかし、この種の展望構造を採った高速列車で世界的に有名となった最初は1953年にイタリア国鉄が開発した7両編成のETR300形である。この豊かな曲面を備えた流麗な特急電車は「セッテベロ」 (Settebello) の愛称を与えられ、列車名にもこの愛称が採用された。この「セッテベロ」とは、「settebello-denari（7人の美女）」というトランプ・ゲームの役（切り札）のことである。車体にも「settebello-denari」のイラストが描かれている。1960年には同様の構造をもつ4両編成のETR250形も製造されている。これらの電車は文化映画『ベスビアス特急』で紹介されて以来、日本でも知られることとなり、名実ともにイタリア国鉄を代表する車両であった。なお、2004年時点では1編成を残して廃車されている。
日本でこの展望構造を採った電車の最初は、1961年に開発された名古屋鉄道の元祖「パノラマカー」7000系である。本形式は「鉄道ファン」誌の創刊号の本誌を飾り一躍全国区で有名となった。このため日本では（セッテベロ型という言葉も通じるが）この形態を「パノラマ形」と称するのが一般的である。これに続き小田急電鉄でも小田急ロマンスカーの系統である1963年開発の3100形「NSE」でこの構造を採用した。名古屋鉄道は同様な構造を1963年製造の7500系でも採用、また小田急電鉄も1980年の7000形「LSE」、1987年の10000形「HiSE」、2005年の50000形「VSE」も同様の構造を採用している。同社では、ETR300形同様の連接構造もともに採用され、改良を続けながら踏襲されている。2017年に製造され、2018年より営業運行を開始した70000形「GSE」では「VSE」以来13年ぶりに展望構造が採用されたが、台車は連接構造ではなく通常のボギー車となっている。
国鉄・JRにおけるセッテベロ形の展望電車は、国鉄末期の1987年に165系をジョイフルトレインとして改造した「パノラマエクスプレスアルプス」が最初である。なおこの車両は2001年に富士急行に譲渡、形式を2000系に変更の上、2002年から2016年まで「フジサン特急」として運用された。続いてJR東日本で485系を改造して1990年に登場した「シルフィード→NO.DO.KA.」においても同様のセッテベロ形が採用された。
気動車ではキハ183系に例があり、1988年にJR九州が「オランダ村特急」用に製作した1000番台と1990年にJR北海道が製作した「クリスタルエクスプレス トマム & サホロ」向け5100番台がある。前者は数回の変遷を経て豊肥本線特急「あそぼーい！」に運用されているが、前面展望席は制度上・発券上も特別席（パノラマシート）扱いを受けている。後者は一般席と同じ扱いであったが、2010年に発生した特急「スーパーカムイ」踏切事故を受けて座席が撤去され、 立入禁止措置をとられ展望席としては廃止となった。

### ハイデッカー前面展望車

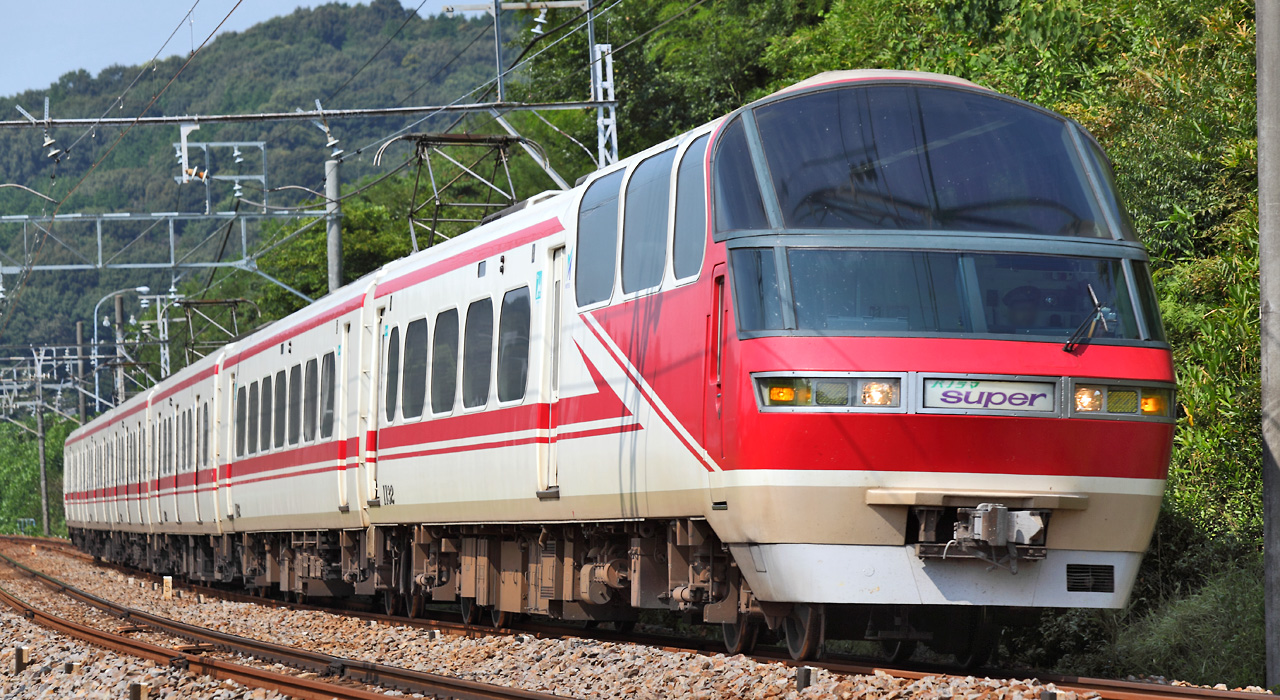
ハイデッカー式前面展望車の例：名鉄1030系「パノラマSuper」

セッテベロ形構造の車両は、車体強度確保や運転士の乗降、衝突対策などクリアすべき制約が多く、扱いにくいこともあり、日本では限られた鉄道で用いられたのみに終わった。
これに代わって高床式（ハイデッカー）の前面展望車両が1980年代以降に出現している。発想は観光バス等と共通したもので、運転台を通常の床面に置き、直後の客席床面を大きく嵩上げした上で、車両前面の窓ガラス面積を大きく取り、運転台の頭越しに前面眺望を確保する手法である。多くの場合は客室側面窓も大きく作られ、全方向への眺望確保を図っている。セッテベロ形よりも構造が簡単で、運用が容易であることから、電車・気動車における前面展望車両の一つの主流となっている。日本では、1984年に登場した名古屋鉄道の8800系「パノラマDX」が最初である。パノラマ形展望車の代表格である7000系の後継車1000系「パノラマSuper」もハイデッカー型で製造されている。
その後は、伊豆急行の2100系「リゾート21」やJRのジョイフルトレイン、近鉄の50000系「しまかぜ」などリゾート列車への採用例が多い。

### 2階建車両

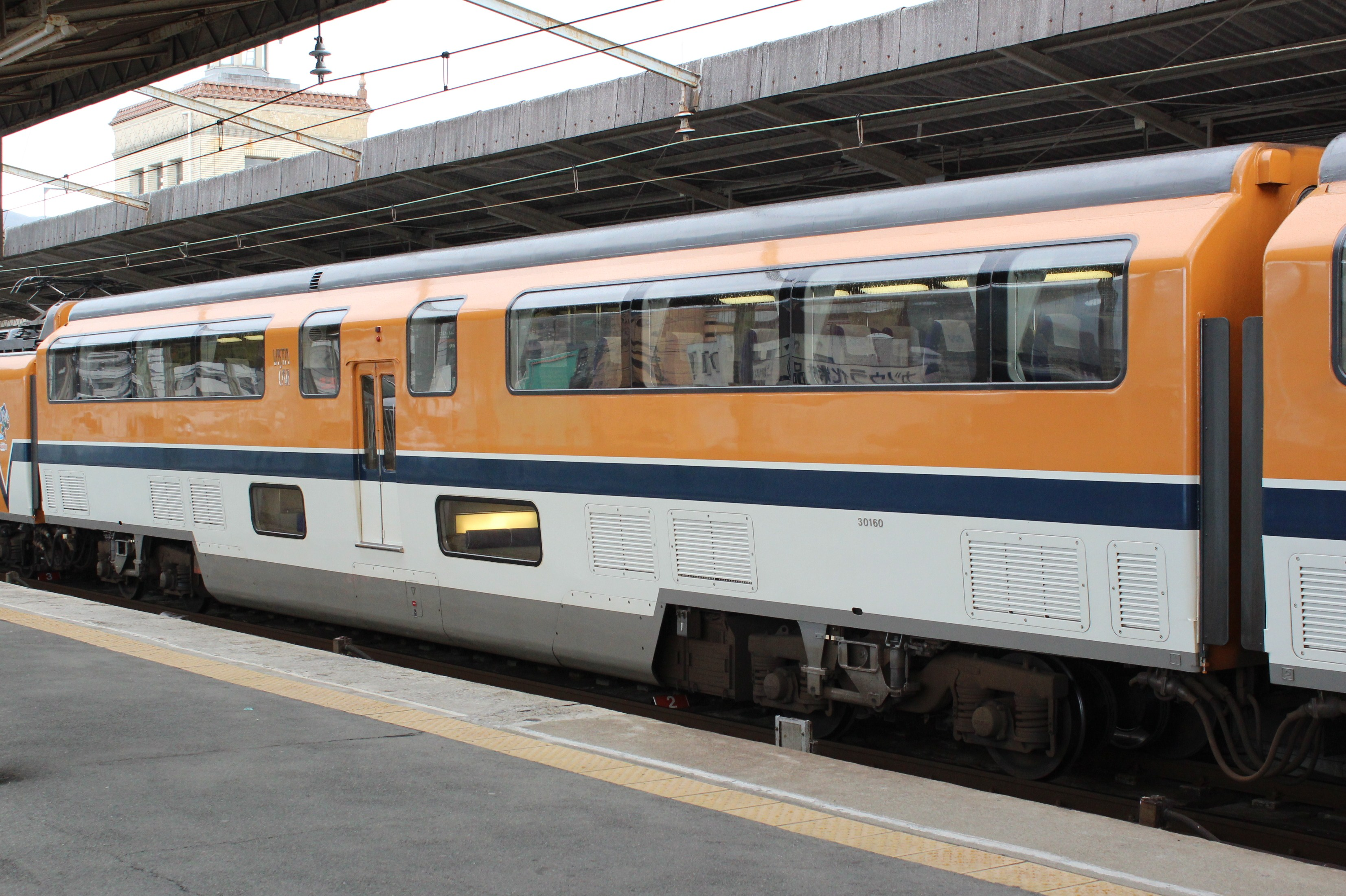
2階建眺望車の例：近鉄30000系電車「ビスタEX」

2階建車両は、特に2階席からの眺望に優れることから、アメリカの「ビスタドームカー」等のように「眺望車」「眺望席」という位置付けでアピールされることがある。
日本の場合、近畿日本鉄道のビスタカーについては、2階席を眺望席として位置付けており、発券上指定ができることから特別枠ではあるものの料金制度上の特別席ではない。
“制度上の特別席”という点では、瀬戸大橋線の快速列車「マリンライナー」に使用されるJR四国5000系電車の5100形は2階席および運転席寄り座席をグリーン席とし、1階席および連結面を普通席として「眺望の良い特別車両」として使用されている。これは運行当初より使用していたJR西日本岡山電車区所属の213系グリーン車クロ212形車両の「瀬戸大橋での眺望を楽しむ」という点を踏襲したものである。
特急「あさぎり」用に製造されたJR東海371系電車および小田急20000形電車では、パノラミックウィンドウを採用した先頭車、大型の側窓、編成中間の2階立て車両と、全体的に展望に考慮したつくりとなっている。
しかし必ずしも「2階建車両＝観光列車に充当される車両」ではないため、例えば座席数の増加を主眼においたJR東日本の東京近郊区間における中距離電車に連結される2階建てグリーン車では、展望の望めない1階席が存在する等、必ずしも眺望が良いような座席配置は行っていない。これは、湘南ライナーとホリデー快速に充当された215系でも同様である。

### トロッコ気動車

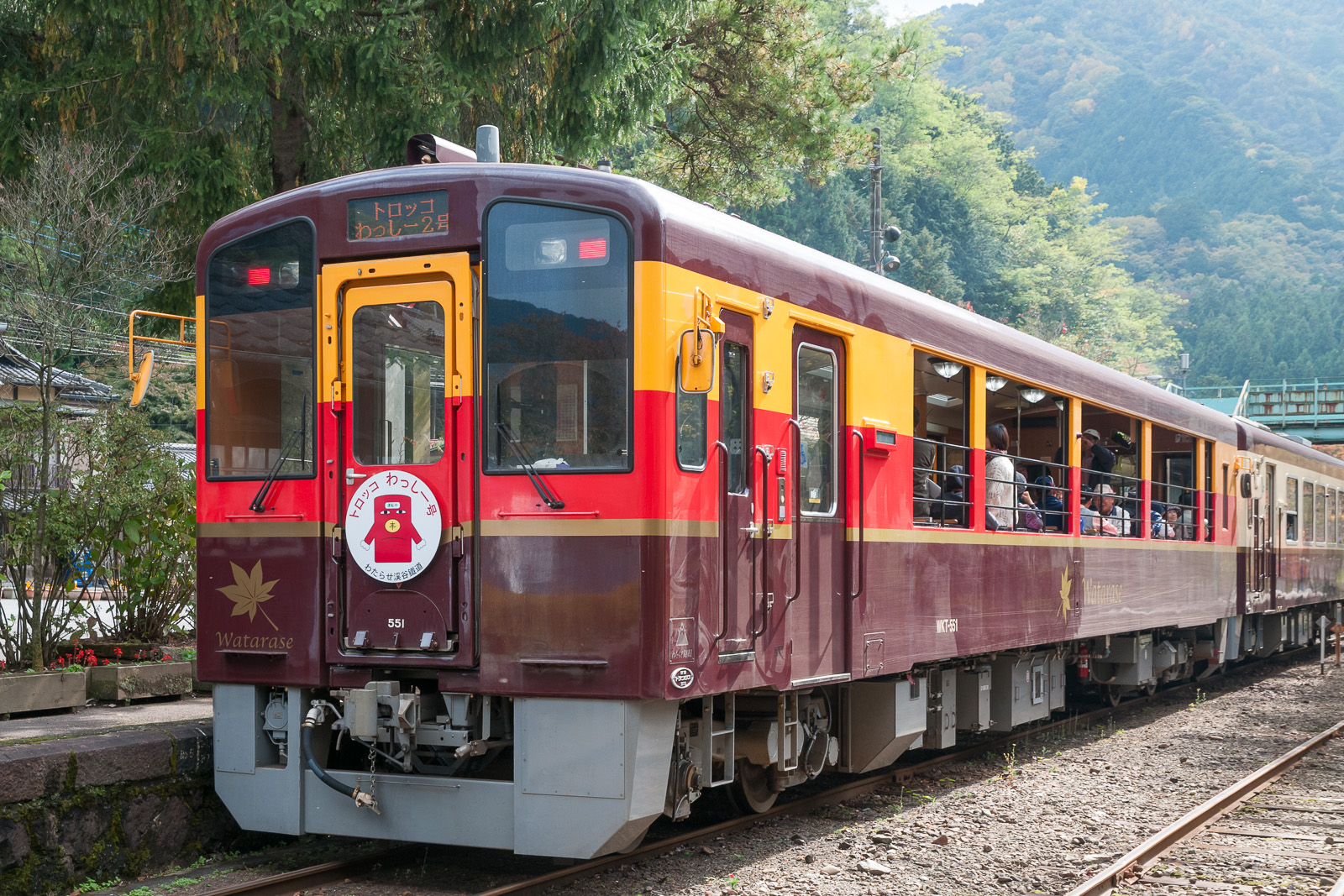
トロッコ気動車の例：わたらせ渓谷鐵道WKT550形「トロッコわっしー号」

JR東日本のキハ48形を改造して「トロッコ列車」用とした「びゅうコースター風っこ」やキハ30形を改造した会津鉄道のAT-300形、そして新造車の高千穂鉄道のTR-400形（路線廃止により九州旅客鉄道に譲渡）やわたらせ渓谷鐵道WKT-550形（トロッコわっしー号）、会津鉄道AT-350形気動車が存在しており、かつての「納涼電車」の再来を思わせる車両となっている。

### クルーズトレイン
「TRAIN SUITE 四季島」「TWILIGHT EXPRESS 瑞風」においても、編成端部の車両は展望部を有する設計となっているが、前者はEDC方式車両、気動車であり、運転台も有している。また、「瑞風」においては、展望車となった両端車がキイテ87形を称している。